# Balantidiidae
Famille
Les Balantidiidae  sont une famille de Ciliés de la classe des Heterotrichea et de l’ordre des Heterotrichida.

## Étymologie
Le nom de la famille vient du genre type Balantidium, dérivé du grec ancien βαλαντ / balant, « petite bourse », et du suffixe latin -ium, « relatif à », en référence à la forme du corps .

## Description
Les membres de Balantidium se distinguent par la forme de leur corps qui est renflé en arrière et aminci en avant.

## Distribution
L'espèce Balantidium coli, le seul cilié parasite chez l'Homme, a une répartition cosmopolite mais est plus fréquente en climats subtropical et tempéré. La maladie de la « balantidiose » apparaît surtout lorsque hygiène précaire et sous-alimentation fragilisent une population vivant en contact étroit avec ce réservoir animal très important qu'est le porc.
Claparède & Lachmann ont extrait des Balantidium du rectum de la grenouille verte Rana esculenta.

## Liste des genres
Selon GBIF (16 janvier 2023) :
- Balantidiopsis Bütschli, 1889
- Balantidium Claparède & Lachmann, 1858

## Systématique
Le nom valide de ce taxon est Balantidiidae Reichenow in Doflein & Reichenow, 1929.